# Irakli Okruaszwili
Irakli Okruaszwili (gruz. ირაკლი ოქრუაშვილი; ur. 6 listopada 1973 w Cchinwali) – gruziński prawnik, adwokat, polityk, były minister spraw wewnętrznych, obrony oraz rozwoju gospodarczego, wieloletni współpracownik Micheila Saakaszwili. Założyciel partii Ruch na rzecz Zjednoczonej Gruzji.

## Życiorys
W 1995 ukończył studia prawnicze na Uniwersytecie Tbiliskim. Po ukończeniu studiów pracował jako główny specjalista w gruzińskiej Centralnej Komisji Wyborczej, a od 1996 jako konsultant projektu TACIS w Gruzji. Następnie wykonywał zawód adwokata, w latach 1996–1998 był partnerem w firmie prawniczej "Kordzadze, Swanidze i Okruaszwili", a od 1999 właścicielem firmy prawniczej "Okruaszwili i partnerzy". W latach 1999–2000 prowadził zajęcia na Uniwersytecie Tbiliskim.
Od 2000 pełnił funkcję wiceministra sprawiedliwości (na czele resortu stał wówczas Micheil Saakaszwili). We wrześniu 2001 razem z Saakaszwilim opuścił Ministerstwo. Od 2002 zaangażował się w działalność opozycyjną. Został członkiem partii "Ruch Narodowy", której przewodniczył Saakaszwili. W czerwcu 2002 został wybrany do rady miejskiej Tbilisi, w której pełnił następnie funkcję przewodniczącego komisji rewizyjnej.
W listopadzie 2003 brał aktywny udział w rewolucji róż wspierając Micheila Saakaszwili. Został wybrany deputowanym gruzińskiego parlamentu, a następnie objął funkcję prokuratora generalnego. Między czerwcem a grudniem 2004 stał na czele resortu spraw wewnętrznych. W grudniu 2004 został ministrem obrony. W tym czasie był zwolennikiem ataku Gruzji na Abchazję i Osetię Południową. 10 listopada 2006 został przesunięty na stanowisko ministra rozwoju gospodarczego, jednak już tydzień później podał się do dymisji.
Z końcem września 2007 Irakli Okruaszwili oskarżył prezydenta o korupcję i planowanie morderstwa oraz porównał jego rządy do czasów sprzed rewolucji róż. Został następnie aresztowany, po czym wycofał swoje zarzuty i zwolniono go za kaucją. Stał się pierwszoplanową postacią opozycji, która w październiku rozpoczęła wielkie protesty w Tbilisi.